# ベートーヴェン国際ピアノコンクール・ウィーン
ベートーヴェン国際ピアノコンクール・ウィーン (International Beethoven Piano Competition Vienna)はオーストリアのウィーンで行われ続けている国際ピアノコンクール。

## 概要
WFIMCには1958年から加盟、AAFに加盟したのはその60年後の2018年である。1人の作曲家の作品だけで争うことが指定されている国際ピアノコンクールは非常に少ないものになってしまったが、ショパン国際ピアノコンクールとバッハ国際ピアノコンクール・ヴュルツブルクと、このベートーヴェン国際ピアノコンクール・ウィーンはたった1人の作曲家の作品だけで雌雄を決することが義務付けられている。
課題曲は6つのグループに分けられ、協奏曲のみ抽選になるほかはすべてのグループの演奏が必修になっている。全時代のベートーヴェンの演奏をくまなく完成させないと本選に進めない仕様になっている。ヴィデオ予選を経たもののみで争われる第一次予選、第二次予選、本選から成るため、課題曲が少なく女性には参加しやすい仕様だが、ベートーヴェン後期作品の演奏が必修であるため優勝者は男性が多い。
またこのコンクールはベーゼンドルファーのグランドピアノの演奏しか認めないことで知られており、スタインウェイアーティストは必然的に不利になる。そのため、スタインウェイアーティストはスタインウェイが予選から使用されるテレコム国際ベートーヴェンコンクール・ボンに挑戦することが多い。
このコンクールは受賞者の全員に「ベートーヴェン弾き」になってもらうことを願って設立されているため、結果論ではあるがベートーヴェン解釈の専門家になった人物が多い。この点、そうとはいえないテレコム国際ベートーヴェンコンクール・ボンの受賞者とは対称的である。
過去には本選進出者の第3位までで贈賞を打ち切った時代もあったが、現在はセミファイナルの第4位から第6位にも順位をつけて表彰する。2025年の第1位はベーゼンドルファーのModel 214 VCの中から1台が賞金に加えプレゼントされる。優勝者は本物のピアノ工場まで足を運び好きなものを選べる。
日本人の優勝者は55年以上出ていない。

## 歴代優勝者一覧
- 1961 1st prize: not awarded[5]
- 1965 1st prize: Lois Carole Pachucki
- 1969 1st prize: 内田光子
- 1973 1st prize: John O’Conor
- 1977 1st prize: Natalia Pankova
- 1981 1st prize: Avo Kouyoumdjian[6]
- 1985 1st prize: Stefan Vladar
- 1989 1st prize: Jasminka Stancul
- 1993 1st prize: Leon Francis McCawley
- 1997 1st prize: Antti Aleksi Siirala
- 2001 1st prize: Oliver Kern
- 2005 1st prize: Herbert Schuch
- 2009 1st prize: Alexander Schimpf
- 2013 1st prize: Maria Mazo
- 2017 1st prize: Rodolfo Leone
- 2021 1st prize: Aris Alexander Blettenberg